# Конфликт в Конго
Конфликтът в Конго или Конгоанската криза на френски: Crise congolaise е остра политическа криза в периода 1960 – 1965 година, обхващаща бившето Белгийско Конго след придобиване на независимост на 30 юни 1960 година преди идването на власт на Жозеф Мобуту, но дори тогава е само замразена за известен период от време. В резултат на сблъсъците загиват над 100 хиляди души.
Убит е Патрис Лумумба, първият законно избран министър-председател на Демократична република Конго. Убийството му е поръчано от ЦРУ. Това е и една от причините Че Гевара да избере именно Конго като една от държавите, където се опитва да разпали партизански движения и проведе революция.

## Предистория
Колониалното управление в Конго е установено в края на 19 век. Кралят на Белгия Леополд II, разочарован от липсата на международно влияние и престиж от страна на Белгия, се опитва да убеди белгийското правителство да подкрепи колониалната експанзия в тогава малко изучавания басейн на Конго. Апатията на белгийското правителство към тази идея принуждама монарха в крайна сметка да създаде колония за своя сметка. С подкрепата на редица западни страни, които виждат Белгия като полезен буфер между съперничещи си колониални сили, Леополд получава международно признание като колония, наречена Свободната държава Конго през 1885 г. В началото на века произволът на длъжностните лица срещу коренното население довежда до интензивен дипломатически натиск върху Белгия, в резултат на което Конго е образувано през 1908 г.
През 40-те и 50-те години Конго се характеризира с безпрецедентно ниво на урбанизация и колониалната администрация инициира различни програми за развитие. Един от резултатите от тези мерки е развитието на нова средна класа – европеизираните африканци „еволуес“. Към 1950 г. заплатите в Конго са два пъти по-високи от тези в другите африкански колонии. Богатите природни ресурси на Конго, включително находища на уран, използвани в ядрената програма на САЩ по време на Втората световна война, довеждат до значителен интерес към живота на региона от страна на суперсилите – СССР и САЩ по време на Студената война.

### Политическа атмосфера
Африканско националистическо движение се развива в Белгийско Конго от 50-те години на миналия век, главно сред еволюистите. Движението е разделено на няколко партии и групи, които са разделени по етнически и географски линии и често са противопоставени една на друга. Най-голямото националистическо движение, Националното движение на Конго (НДК), е единна организация, целяща постепенно постигане на независимостта на страната. Основателите на Съюза са Патрис Лумумба, Кирил Адула и Джоузеф Илео, но други политици обвиняват партията в прекомерна умереност. Лумумба става водеща фигура в НДК и до края на 1959 г. има 58 000 членове.
На 4 януари 1959 г. в Леополдвил, конгоанската столица, политическа демонстрация прераства в бунтове. Колониалните власти използват сила срещу бунтовниците, като така най-малко 49 души са убити, а общият брой на жертвите надхвърля 500. Влиянието на националистическите партии за пръв път се разширява извън големите градове, а националистическите демонстрации и бунтове стават нещо обичайно през следващата година. Много чернокожи отказват да плащат данъци и да се съобразяват с колониалните закони.

## Последствия
След като Катанга и Южен Касай се връщат под контрола на правителството, е приета нова компромисна конституция. Лидерът в изгнание на Катанга Моиз Чомбе е призован да оглави временната администрация, докато се подготвят нови избори. Преди да се проведат изборите, активисти, които са били вдъхновени от маоистите и са се наричали „Симбас“, въстават в източната част на страната. Симбасите поемат контрола над голям брой територии и по-късно провъзгласяват комунистическата „Народна република Конго“ в Стенливил. Правителствените сили постепенно окупират районите до ноември 1964 г., когато Белгия и САЩ се намесват военно в Стенливил, за да си върнат затворниците. Симбасите са победени и по-късно се разпадат. След изборите през март 1965 г. между Чомбе и Каса-Вубу се стига до нов политически застой. Мобуту предприема поредния преврат, като поема контрол над страната. При режима на Мобуту Конго (по-късно Заир) е превърнат в диктатура, която продължава до свалянето му през 1997 г.